# Notre-Dame-des-Anges (Angles)

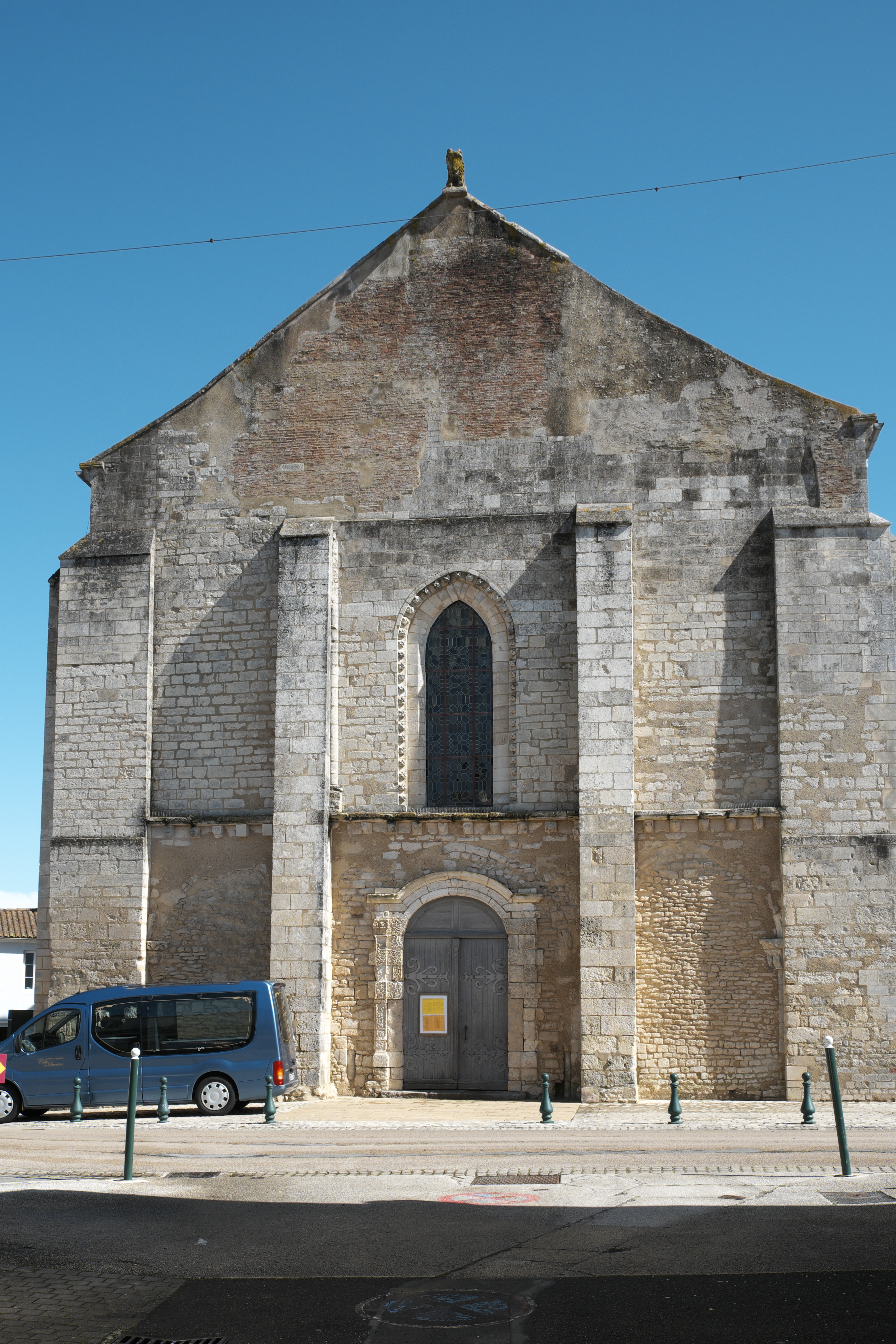
Kirche Notre-Dame-des-Anges

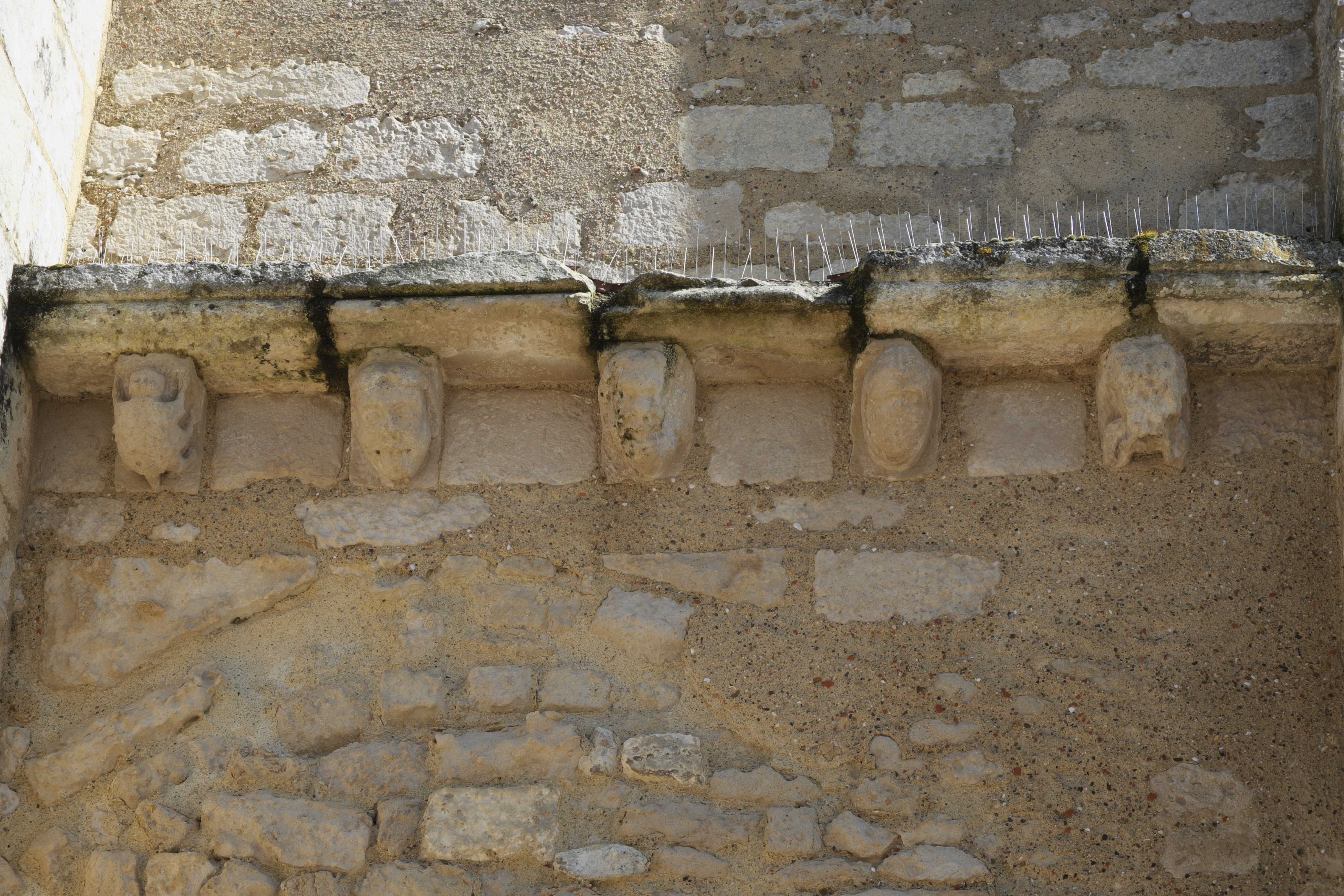
Kragsteine

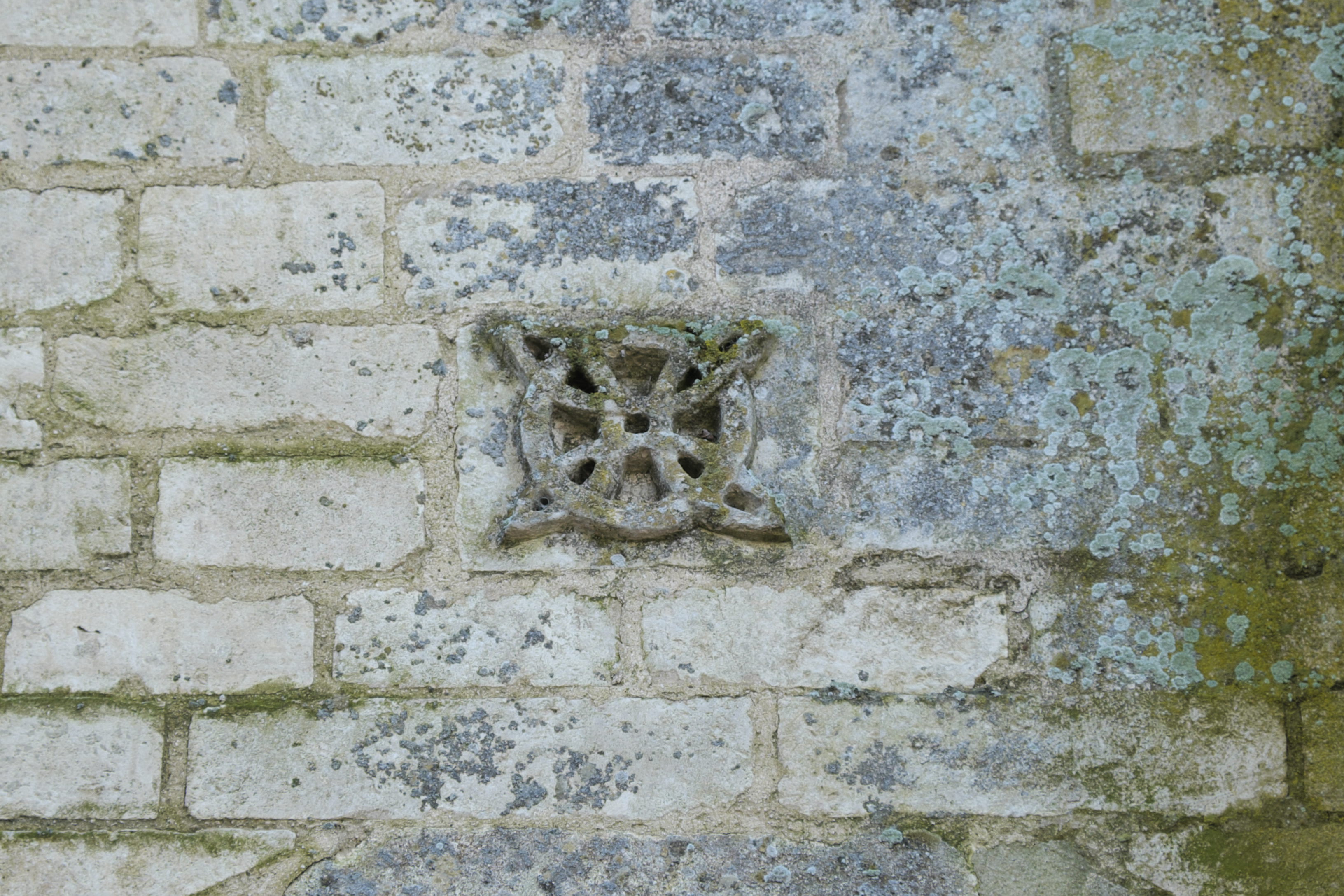
Relief mit Flechtband

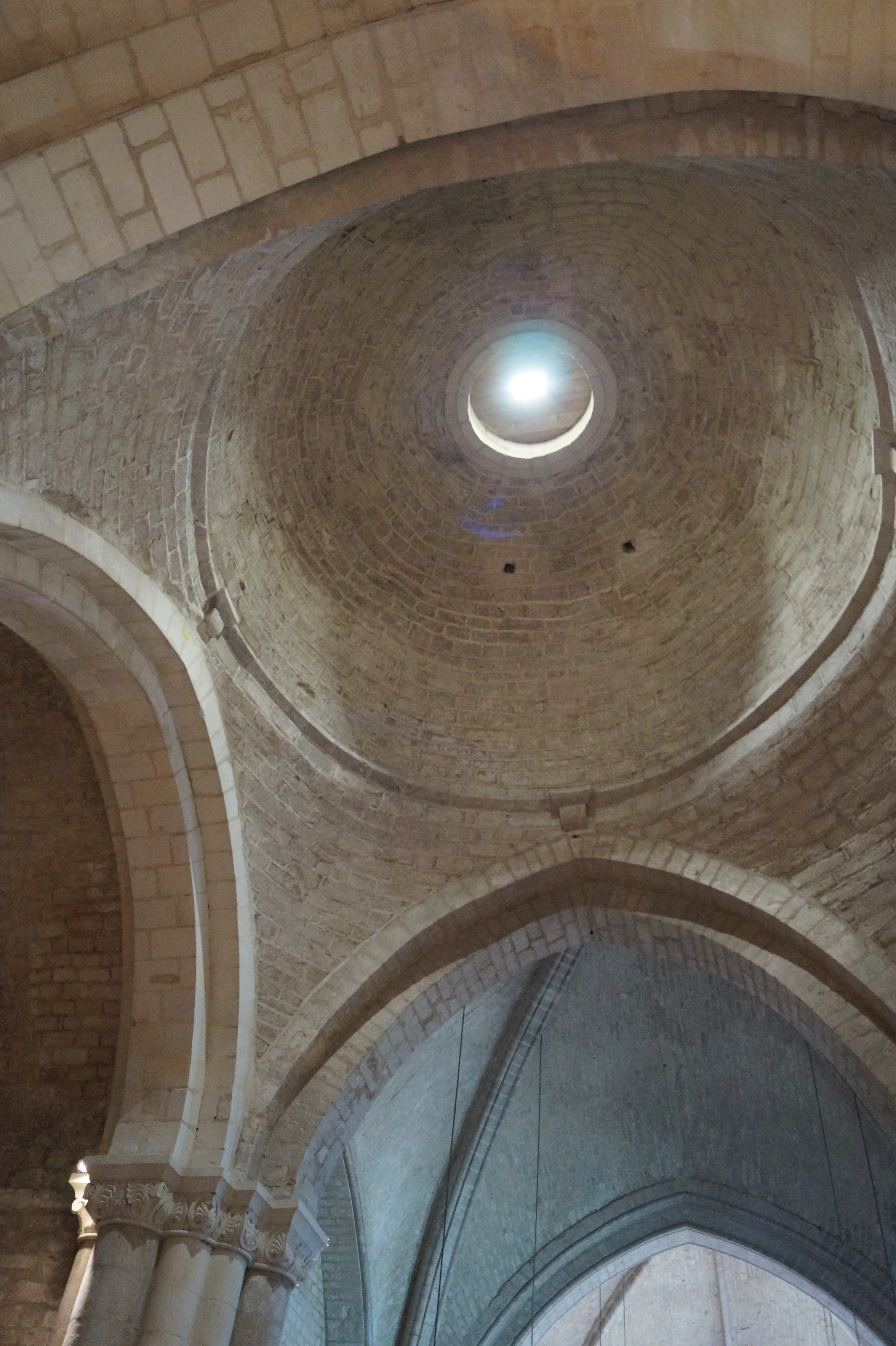
Kuppel unter der Vierung

Die katholische Kirche Notre-Dame-des-Anges (Unsere Liebe Frau von den Engeln) in Angles, einer Gemeinde im Département Vendée in der französischen Region Pays de la Loire, wurde in der zweiten Hälfte des 11. Jahrhunderts als Kirche eines Augustiner-Chorherrenstiftes errichtet. Ihr Patrozinium bezieht sich auf die Lauretanische Litanei, in der Maria als Königin der Engel gepriesen wird. Im Jahr 1913 wurde die Kirche als Monument historique in die Liste der Baudenkmäler in Frankreich aufgenommen.

## Geschichte
Die Kirche von Angles gehörte einst zu einem Augustiner-Chorherrenstift, das in der zweiten Hälfte des 11. Jahrhunderts gegründet und im 14. Jahrhundert zur Abtei erhoben wurde. Im Jahr 1371, während des Hundertjährigen Krieges, erlitt die Kirche große Schäden. Ende des 16. Jahrhunderts, während der Hugenottenkriege, wurden die Klostergebäude und Teile der Kirche zerstört. Bis zur Französischen Revolution wurde die Abtei von – vom französischen König eingesetzten – Kommendataräbten verwaltet. Nach der Auflösung des Stiftes im Jahr 1791 wurde die ehemalige Abteikirche als Pfarrkirche genutzt. Heute gehört Angles zur Pfarrei Notre-Dame-de-Lumière mit Sitz in La Tranche-sur-Mer.

## Architektur
Das in der ersten Bauphase Ende des 11. Jahrhunderts errichtete Chorhaupt wurde im 19. Jahrhundert verändert. Die Westfassade, die Kuppel unter dem Glockenturm und der rechte Querhausarm stammen noch aus romanischer Zeit. Das Langhaus wurde zu Beginn des 13. Jahrhunderts im Stil der Angevinischen Gotik vollendet.

### Außenbau
Über der Vierung erhebt sich der quadratische Glockenturm, an den im Norden ein Rundturm mit Wendeltreppe angebaut ist. Die Westfassade wird von massiven Strebepfeilern gegliedert, in der Mitte ist das Hauptportal eingeschnitten, darüber öffnet sich ein schmales Spitzbogenfenster. Die beiden seitlichen Portale, an die nur noch zwei Kapitelle und Reste der Archivolten und Säulen erinnern, sind zugemauert. Über der Portalzone verläuft ein Gesims, das auf stark verwitterten Kragsteinen aufliegt, die mit menschlichen Gesichtern, Fratzen und Tierköpfen skulptiert sind. Sie werden als Symbole des Bösen und der Sünde interpretiert, die sie von der Kirche fernhalten sollen. Eine ähnliche Funktion wird auch den Flechtbandreliefs an der Fassade zugeschrieben.

### La Malebête

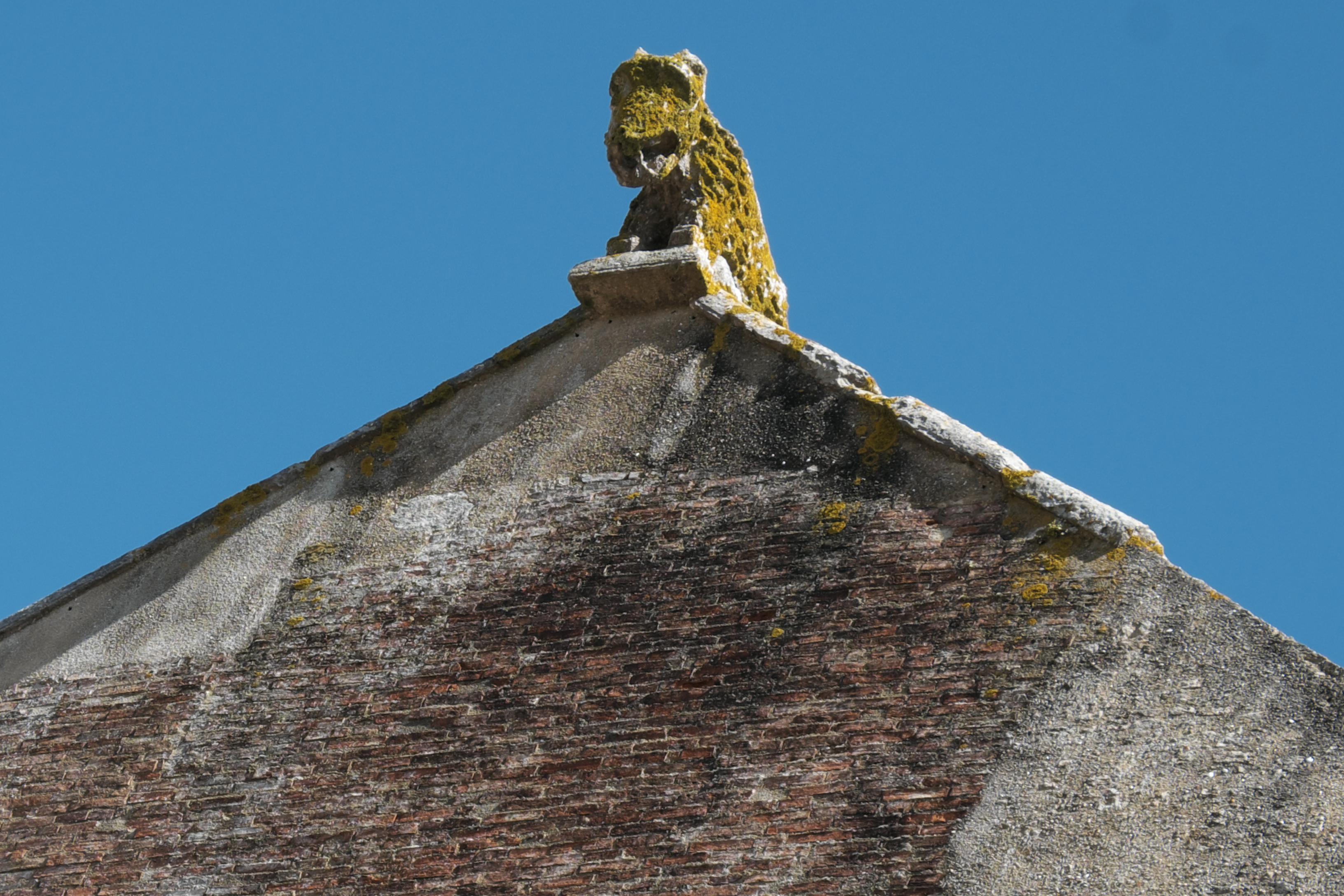
Malebête

Die in Granit gemeißelte Skulptur eines Bären auf dem Giebel der Westfassade stammt aus dem 12. Jahrhundert. Der Name Malebête geht auf eine Legende zurück, nach der im Mittelalter ein Ungeheuer die Bewohner von Angles bedrohte, bis ein Eremit es einfing und zähmte. Die jungen Mädchen machten sich allerdings über den Eremiten lustig, worauf dieser sich dadurch rächte, dass er das Tier auf das Dach der Kirche steigen und dort zu Stein werden ließ mit dem Fluch, alle Mädchen, die es erblicken sollte, hässlich zu machen.

### Innenraum

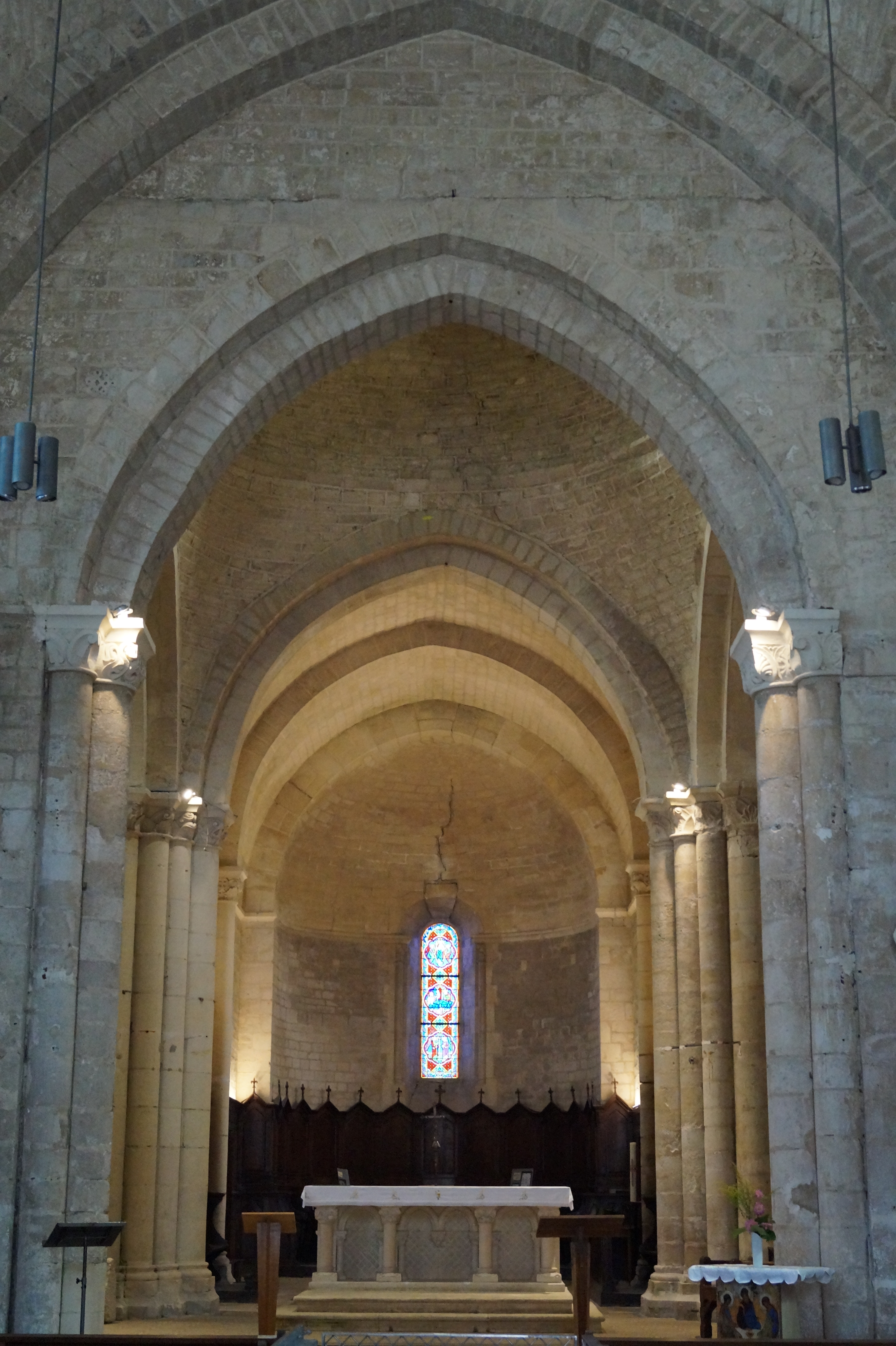
Chor

Die Kirche ist über dem Grundriss eines lateinischen Kreuzes errichtet. Das einschiffige Langhaus ist in zwei Joche gegliedert und wird von Kreuzrippengewölben gedeckt. Es mündet im Osten in einen Chor mit halbrunder, von einer Kalotte überwölbten Apsis. Die drei an den Gewölberippen angelehnten Skulpturen, deren Häupter abgeschlagen wurden, werden ins 12. Jahrhundert datiert. Sie stellen vermutlich Eleonore von Aquitanien, ihren zweiten Gemahl Heinrich II. von England und ihren Sohn Richard Löwenherz dar.

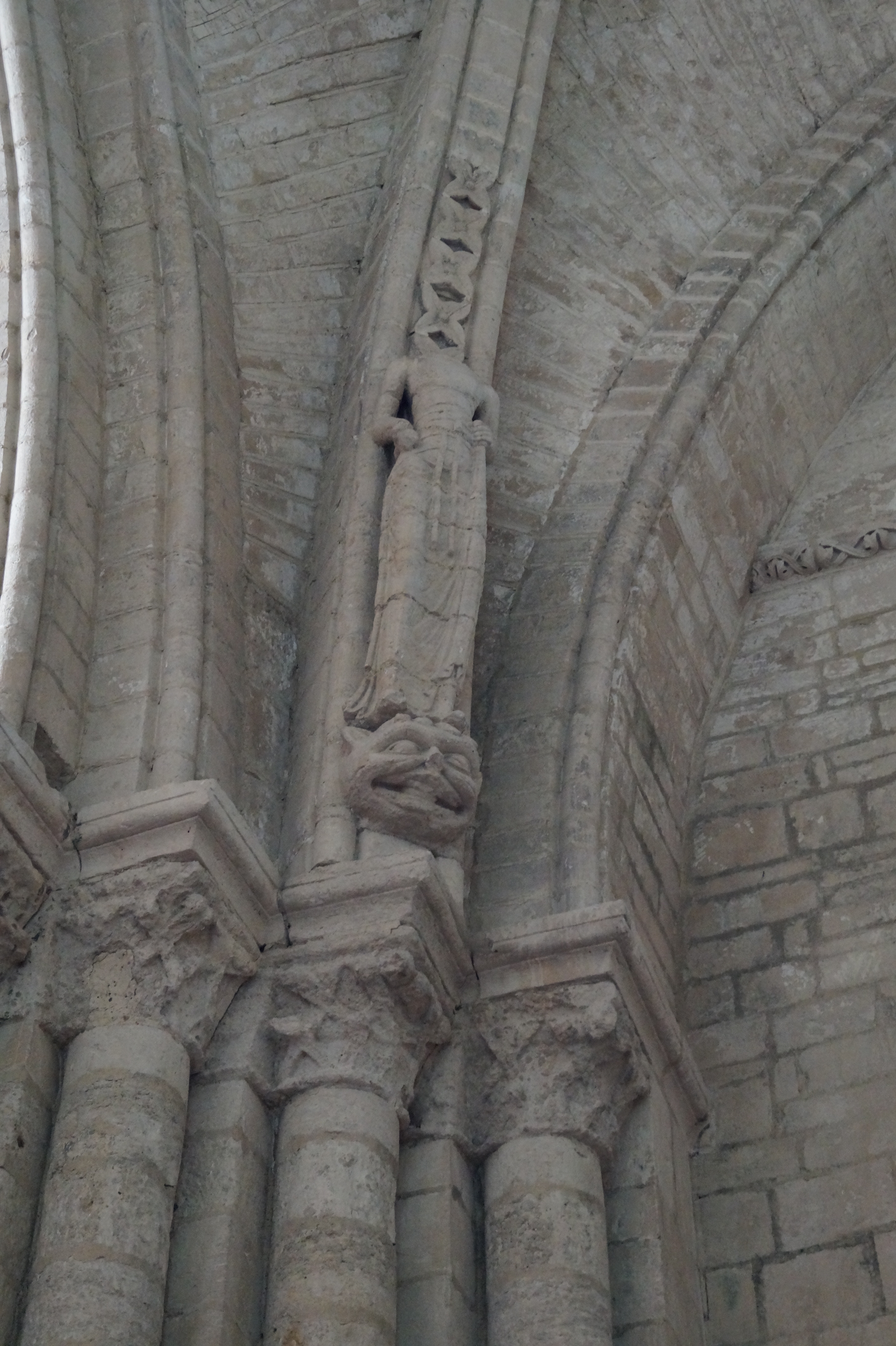
Eleonore von Aquitanien
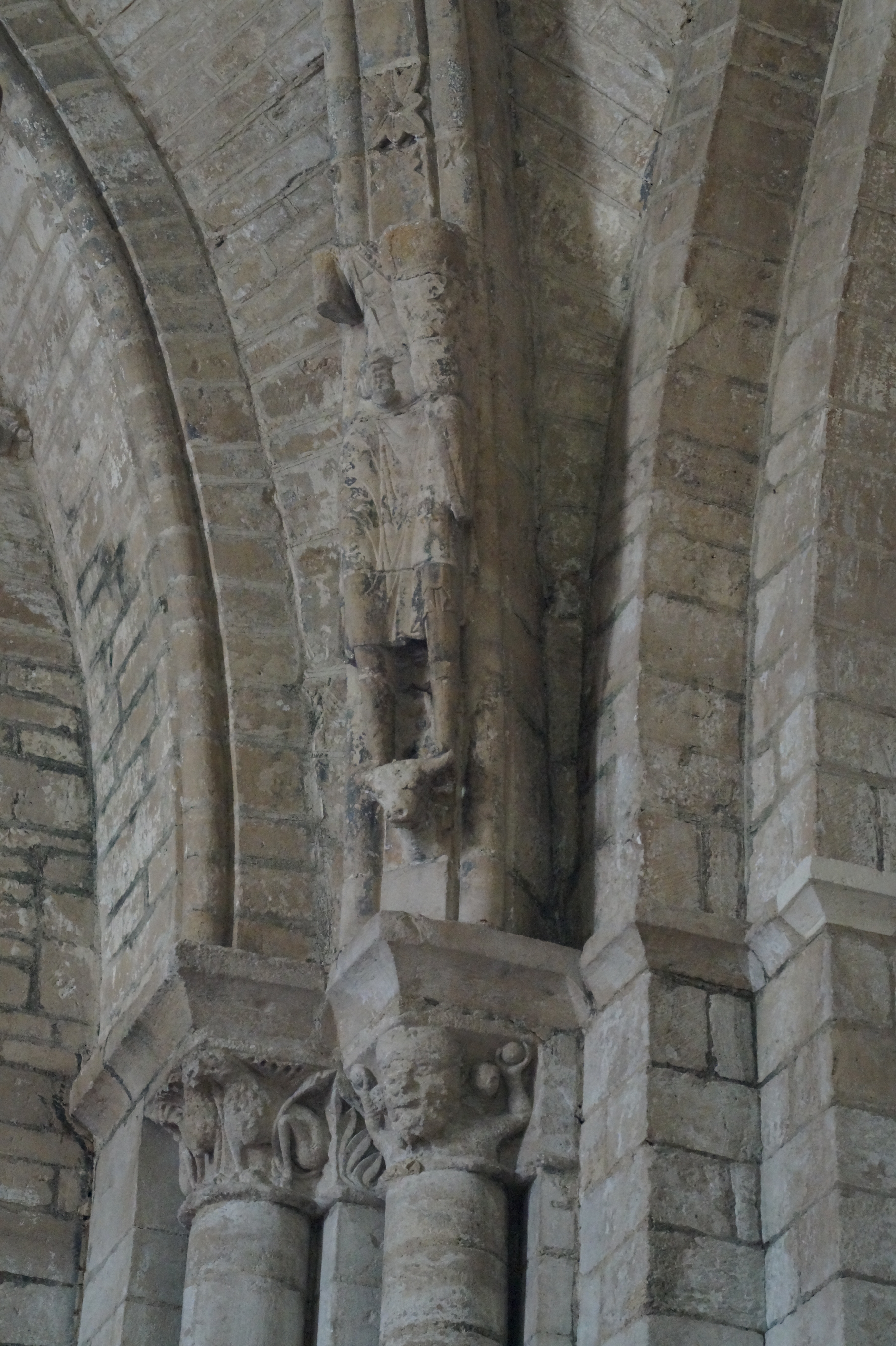
Skulptur
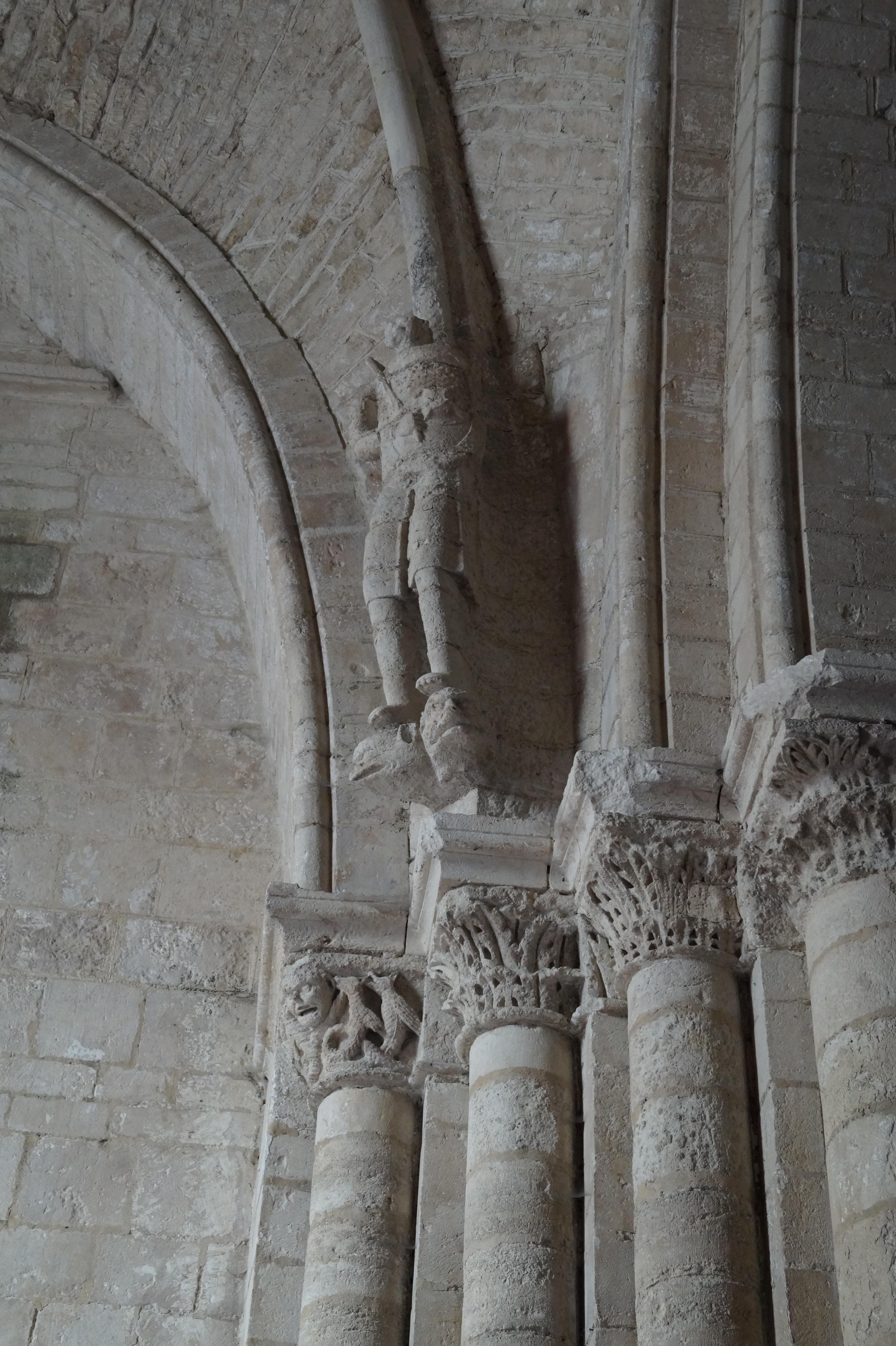
Skulptur

## Krypta

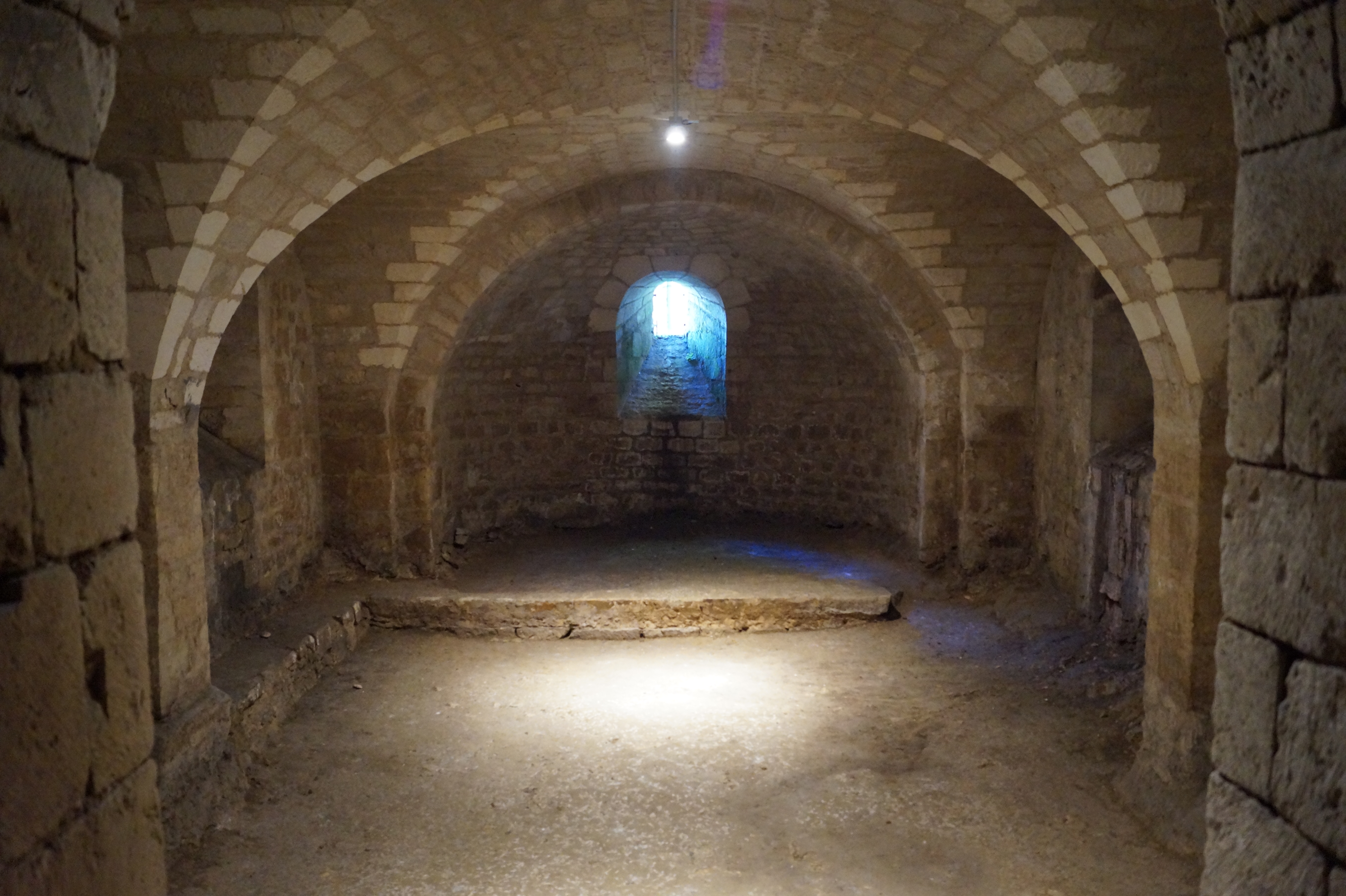
Krypta

Die von Kreuzgratgewölben überspannte Krypta stammt aus dem 12. Jahrhundert. Sie wurde vermutlich nie als Aufbewahrungsort für Reliquien oder zur Bestattung eines Märtyrers genutzt, sondern diente im Mittelalter der Bevölkerung als Zuflucht und war mit einem Netz unterirdischer Gänge und Keller verbunden.

## Ausstattung
- In der Kirche sind zahlreiche Grabplatten aus dem 16. und 17. Jahrhundert erhalten.